# PyeongChang Olympic Stadium
Das PyeongChang Olympic Stadium war ein temporäres Stadion in der südkoreanischen Stadt Pyeongchang, Provinz Gangwon-do, im Nordosten des Landes. Es wurde für die Eröffnungs- und Schlussfeiern der Olympischen Winterspiele 2018 und der Winter-Paralympics 2018 erbaut. Die Errichtung des fünfeckigen Baus dauerte von 2014 bis 2017 und kostete 116 Mrd. KRW (rund 87 Mio. Euro). Das anfängliche Budget lag bei 63,5 Mrd. KRW (ca. 47,7 Mio. Euro). Es bietet 35.000 Plätze. Zunächst sollte das Stadion 60.000 Besucher fassen, doch nach und nach reduzierte man auf 40.000 und schlussendlich auf 35.000 Plätze.
Die Anreise erfolgte mit dem Auto über den Jinbu Parking Lot beziehungsweise über den Daegwallyeong Parking Lot, mit dem Zug über die Jinbu Station (KTX) oder mit dem Bus über das Jinbu Bus Terminal beziehungsweise über das Hoenggye Bus Terminal.
Die Zeremonien sollten ursprünglich im Alpensia Jumping Park abgehalten werden, aber das Internationale Olympische Komitee warnte vor einer Beeinträchtigung des Skisprung-Trainings.